# Jean-Robert Collas
Jean-Robert Collas (Weismes, 28 januari 1949) was een Belgisch volksvertegenwoordiger van de Duitstalige Gemeenschap.

## Levensloop
Collas werd beroepshalve bedrijfsleider van een bouwmachinebedrijf en handelaar. Bovendien was hij ondervoorzitter van de nv Circuit Spa-Francorchamps. 
Hij werd lid van de PFF en was voor deze partij van 1978 tot 2006 provincieraadslid van Luik. Tevens was hij van 1978 tot 2006 raadgevend lid van het Parlement van de Duitstalige Gemeenschap en gemeenteraadslid van Büllingen. Ook zijn jongere broer Berni Collas was politiek actief. Toen hij bij de provincieraadsverkiezingen van 2006 geen verkiesbare plaats meer kreeg, verliet hij de PFF.